# Reator S9G

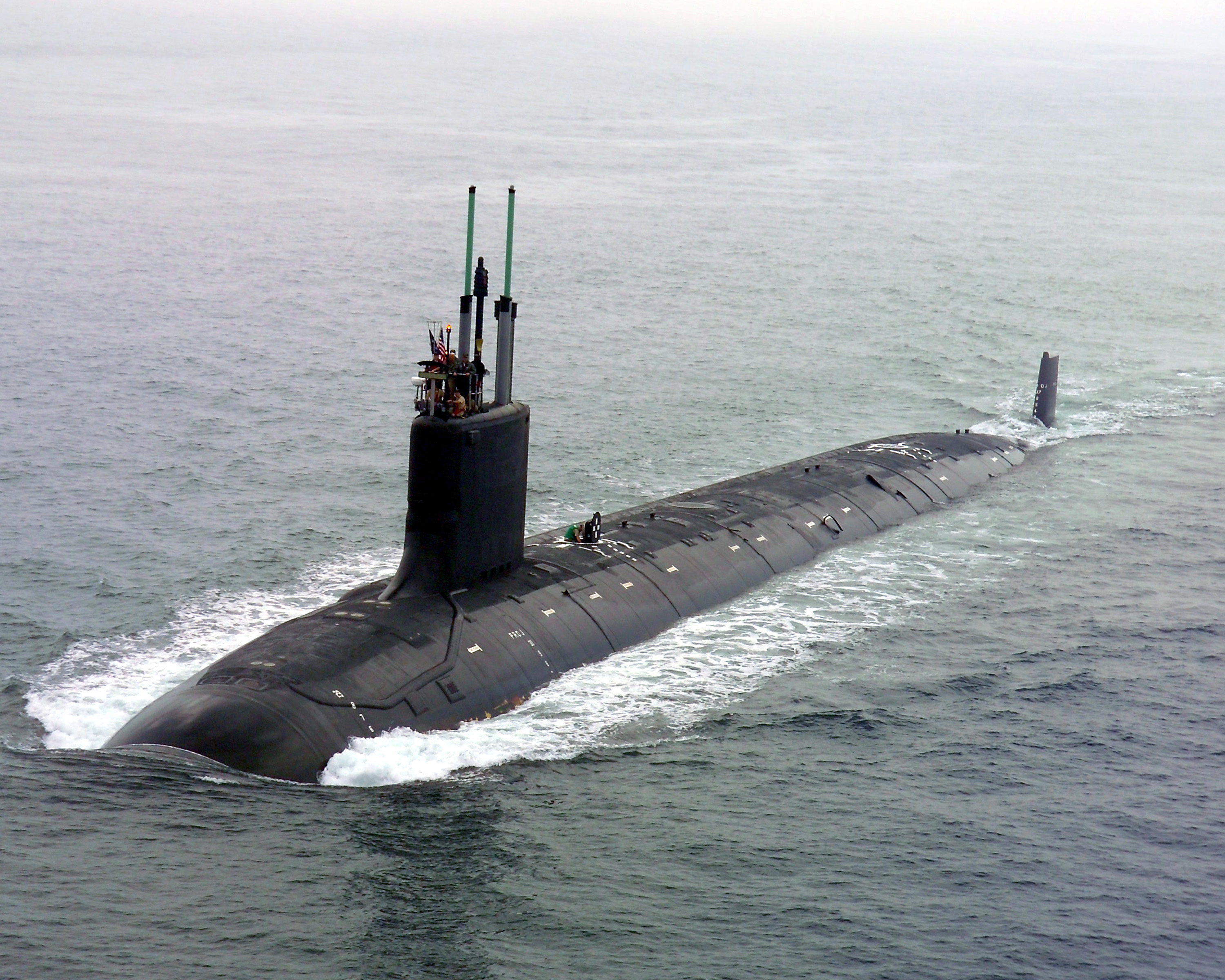
Submarino Virgínia, o primeiro da sua classe que utiliza os reatores S9G.

O reator S9G  é uma reator naval utilizado pela Marinha dos Estados Unidos para fornecer geração de eletricidade e propulsão para a classe Virginia de submarinos. A designação S9G significa:
- S = baseado em submarino
- 9 = Nona geração de reator projetado pelo contratante
- G = General Electric, o designer contratado

## Design
Este reator de água pressurizada (PWR), projetado pelo Laboratório de Energia Atómica Knolls (gerido pela General Electric), é projetado para ter maior densidade de energia e novos componentes, incluindo um novo gerador de vapor com design melhorado, resistência a corrosão melhorada e redução de custos de ciclo de vida. O gerador de vapor irá aliviar os problemas da corrosão encontrados em projetos já existentes de geradores de vapor, reduzindo os componentes de tamanho e de peso, proporcionando maior flexibilidade no arranjo total. O reator é projetado para operar por 33 anos sem reabastecimento.
O reator é tem potencia de cerca de 150 megawatts (MW) conduzindo um sistema de propulsão de 30 MW construído pela BAE Systems, que foi originalmente planejado para a Marinha Real Britânica.
Os submarinos de ataque da Marinha dos Estados Unidos da classe Virginia, são navios tecnologicamente robustos que oferecem o melhor equilíbrio entre custo e capacidade. Um destes submarinos custa quase o mesmo que um novo navio da classe Los Angeles aprimorado, enquanto mantém a capacidade silenciosa SEAWOLF (um recurso militar essencial em um submarino). O navio alcança o menor custo possível, compatível com a capacidade militar necessária. Por exemplo, a velocidade reduzida permite menores custos de aquisição e ciclo de vida por meio de simplificação, melhorias de produtibilidade e novas tecnologias (por exemplo, menos componentes, construção modular aprimorada, novo projeto de planta elétrica e núcleo do reator de vida útil do navio).
A planta do reator S9G foi projetada para o SSN da Classe Virginia, que tem um casco de 33 pés (10,1 m) de diâmetro, o mesmo que o USS Narwhal (SSN-671) e todos os SSNs da Classe Los Angeles'. Acredita-se que o S9G é projetado para resfriamento de núcleo de circulação natural e é capaz de operar em uma fração significativa de potência total sem bombas de refrigeração do reator.
Não havia protótipo S9G. S9G é usado operacionalmente em todos os SSNs da Classe Virginia. O primeiro USS Virginia da classe foi comissionado em outubro de 2004. O sistema de propulsão consiste em 1 reator S9G classificado a 210 MWt (est); usina a vapor secundária fornecendo uma potência combinada de 40.000 cavalos (29,8 MW) para um único propulsor a jato de bomba. A vida útil esperada é de 33 anos sem reabastecimento.
Espera-se que o reator S9G de última geração e os componentes associados durem por toda a vida útil do navio. O núcleo do submarino aumentou a densidade de energia. Isso elimina a necessidade de reabastecimento, reduz os custos do ciclo de vida, diminui a exposição à radiação dos trabalhadores do estaleiro e diminui a quantidade de lixo radioativo gerado. O novo reator tem densidade de energia aumentada e novos componentes da planta, como o novo conceito de gerador de vapor, com resistência à corrosão aprimorada e custos de ciclo de vida reduzidos.
Isso é possível devido a muitos desenvolvimentos, como o uso de computadores avançados para realizar cálculos tridimensionais nucleares, térmicos e estruturais; posterior exploração do processo de combustível modificado; e melhor compreensão de várias tecnologias de reatores que permitem projetos mais otimizados. As melhorias de desempenho são obtidas por meio de avanços em áreas como hidráulica térmica e mecânica estrutural, e pela otimização das interfaces do reator para os sistemas.
A densidade de potencia mais alta diminui não apenas o tamanho do núcleo, mas também melhora a operação silenciosa por meio da eliminação de equipamentos volumosos de controle e bombeamento. Seria superior a qualquer projeto russo do ponto de vista da capacidade de redução de ruído. Esperava-se que o núcleo dos submarinos durassem toda a vida operacional dos navios. Os objetivos do projeto incluíam eliminar a necessidade de reabastecimento, reduzir os custos do ciclo de vida, diminuir a exposição à radiação do pessoal do estaleiro e diminuir a quantidade de lixo radioativo gerado. O novo reator com densidade de energia aumentada teve novos componentes da planta, como um novo conceito de gerador de vapor, com maior resistência à corrosão e custos de ciclo de vida reduzidos. Isso é possível devido a muitos desenvolvimentos, como o uso de computadores avançados para realizar cálculos tridimensionais nucleares, térmicos e estruturais; exploração adicional de um processo de combustível modificado; e melhor compreensão de várias tecnologias de reatores que permitem projetos mais otimizados. As melhorias de desempenho foram obtidas por meio de avanços em áreas como hidráulica térmica e mecânica estrutural, e pela otimização de interfaces de reator para sistemas.
Um conceito distinto de gerador de vapor aliviou os problemas de corrosão encontrados em projetos existentes de geradores de vapor, enquanto reduzia o tamanho e o peso do componente e proporcionava maior flexibilidade no arranjo geral. Os geradores de vapor S9G também permitem maior flexibilidade de projeto da planta e menores custos de construção devido ao tamanho menor, orientação espacial e eficiência aprimorada de transferência de calor, o que reduz os requisitos de fluxo de refrigerante.
Estes geradores de vapor permitem maior flexibilidade de projeto da planta e menores custos de construção devido a um tamanho menor, orientação espacial e maior eficiência de transferência de calor, o que reduz os requisitos de fluxo de refrigerante. Ao mesmo tempo que aliviam os problemas de corrosão encontrados em projetos existentes de geradores de vapor também reduzem o tamanho e o peso dos componentes e fornecem maior flexibilidade no arranjo geral.